# Hiperplasia ductal atípica
Hiperplasia ductal atípica é o termo usado para uma lesão benigna da mama que indica um risco acrescido de cancro da mama. O nome é descritivo da lesão; a HDA é caracterizada por proliferação celular (hiperplasia) dentro de um ou mais ductos mamários e anormalidades histológicas, isto é, células dispostas de forma anormal ou atípica. A HDA é geralmente assintomática e só costuma ser detectada numa mamografia de rastreio e confirmada por biópsia.